# 埃勒兰莱费内特朗日
埃勒兰-莱费内特朗日（法語：Hellering-lès-Fénétrange，法語發音：[ɛlʁɛ̃ lɛ fenetʁɑ̃ʒ]，意为“费内特朗日附近的埃勒兰”）是法国摩泽尔省的一个市镇，属于萨尔堡-萨兰堡区。

## 地理
埃勒兰-莱费内特朗日（48°48'35"N, 7°3'49"E）面积4.05 平方千米，位于法国大東部大區摩泽尔省，该省份为法国东北部内陆省份，是洛林的一部分，西南接默尔特-摩泽尔省，东临下莱茵省，北与卢森堡和德国接壤。
与埃勒兰-莱费内特朗日接壤的市镇（或旧市镇、城区）包括：贝特博恩、奥贝尔斯坦泽、格尔林根、基尔贝格。
埃勒兰-莱费内特朗日的时区为UTC+01:00、UTC+02:00（夏令时）。

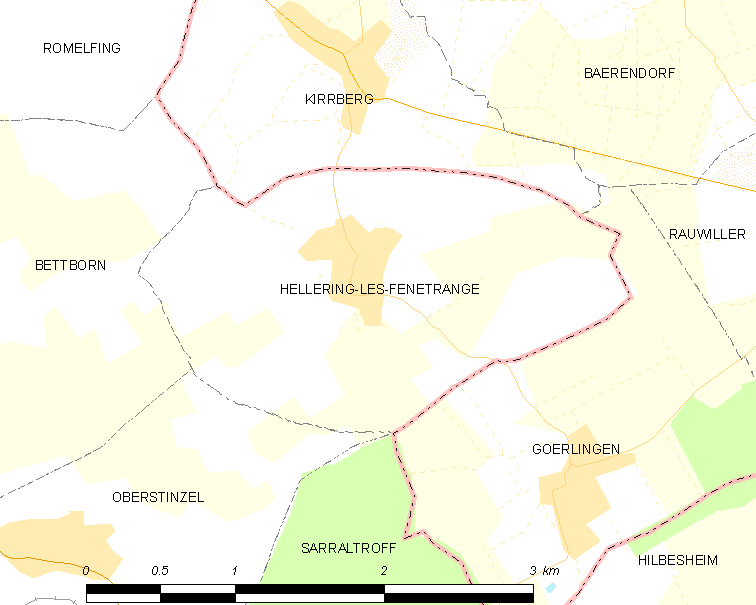
埃勒兰-莱费内特朗日的OSM定位图

## 行政
埃勒兰-莱费内特朗日的邮政编码为57930，INSEE市镇编码为57310。

## 政治
埃勒兰-莱费内特朗日所属的省级选区为萨尔堡县。

## 人口

1962-2008年间埃勒兰-莱费内特朗日人口变化图示

埃勒兰-莱费内特朗日于2022年1月1日时的人口数量为188人。